# Јован Новгородски
Свети Јован, архиепископ Новгородски је хришћански светитељ и архиепископ Руске цркве.

## Биографија
Рођен је у Великом Новгороду. Био је свештеник у Цркви Светог Власија. Након смрти Светог Аркадија, изабран је за епископа града Новгорода.
Године 1165. постаје архиепископ. Заједно са братом Гаврилом (у монаштву Григоријем), саградио је неколико цркава (укључујући и Храм Благовести у Арказхаху, изграђен 1179. за 70 дана.
Године 1185. узео је велику схиму са именом Јован. Следеће године је умро.
Прослављен је и канонизован 1547. године.
Православна црква прославља Светог Јована 7. септембра по јулијанском календару.